# استیو داربی
استیو داربی (انگلیسی: Steve Darby؛ زادهٔ ۱۵ ژانویهٔ ۱۹۵۵) بازیکن فوتبال اهل بریتانیا است.
از باشگاه‌هایی که در آن بازی کرده‌است می‌توان به باشگاه فوتبال ترانمره راورز اشاره کرد.